# Terremoto de Sumatra de 2009
El terremoto de Sumatra de 2009 fue un sismo de magnitud 7,6 en la escala Richter que afectó a dicha isla de Indonesia a las 17:16 hora local del 30 de septiembre de 2009 (10:16:10 UTC).
Indonesia se encuentra en el Cinturón de Fuego del Pacífico, condición que la deja en una de las zonas de más alta ocurrencia sísmica del planeta.